# Авнюгский
А́внюгский (также А́внюга) — посёлок в Верхнетоемском районе Архангельской области России. Входит в состав Верхнетоемского муниципального округа. До 2021 года был административным центром Федьковского сельского поселения.

## География
Посёлок расположен на левом берегу Северной Двины, немного ниже впадения в неё реки Авнюги, в честь которой посёлок и получил своё название, на юге Верхнетоемского района Архангельской области. По посёлку протекает река Манева — левый приток Авнюги.

## История
Авнюгский был основан в 1953 году. Посёлок был основан как отправная станция местной узкоколейной железной дороги, изначально даже официально именовался «УЖД». Ориентировочная дата открытия первого участка узкоколейной железной дороги — 1958 год. В 1960-е годы на узкоколейной железной дороге возник лесной посёлок, официально названный Поперечка (по-другому Сойга, по названию реки Сойги, в верхнем течении которой стоит посёлок). В настоящее время дорога функционирует, лесозаготовки осуществляет ООО «Авнюгалес». В 2013 году предприятие было объявлено банкротом и закрыто. В настоящий момент закрыта ещё и больница, оставлен только фельдшерский пост.

## Население
| 2002 | 2010  |
| ---- | ----- |
| 1513 | ↘1183 |

## Социальная сфера
В посёлке действуют:
- Администрация МО Федьковское
- Муниципальная Авнюгская средняя общеобразовательная школа
- детский сад
- Авнюгская участковая больница
- Верхнетоемский хлебокомбинат, х/пекарня
- МУК «Авнюгский центр досуга»
- РОВД
- Отделение связи
- Ростелеком
- Аптека

Данные взяты из паспорта населённого пункта (находится в паспорте муниципального района).

## Экономика
Главная отрасль экономики посёлка — лесная. В Авнюгском ведут заготовку древесины для предприятий Котласа, Коряжмы и других городов региона, в том числе и для Котласского целлюлозно-бумажного комбината. На многие километры в лес уходит Авнюгская узкоколейная железная дорога
- ООО «АВНЮГАЛЕС» Крупнейшее предприятие посёлка. Численность работников — 130 человек (2010).
- Федьковское участковое лесничество
- МУП «Федьковское ЖКХ»
- ООО «Импульс»
- ООО «Русто»
- ООО «МИГ»
- ООО «АЛТО»
- ЧП Денисов

Помимо этих организаций в частной торговле занято ещё 25 жителей посёлка.
Данные взяты из паспорта населённого пункта (находится в паспорте муниципального района).

## Транспорт

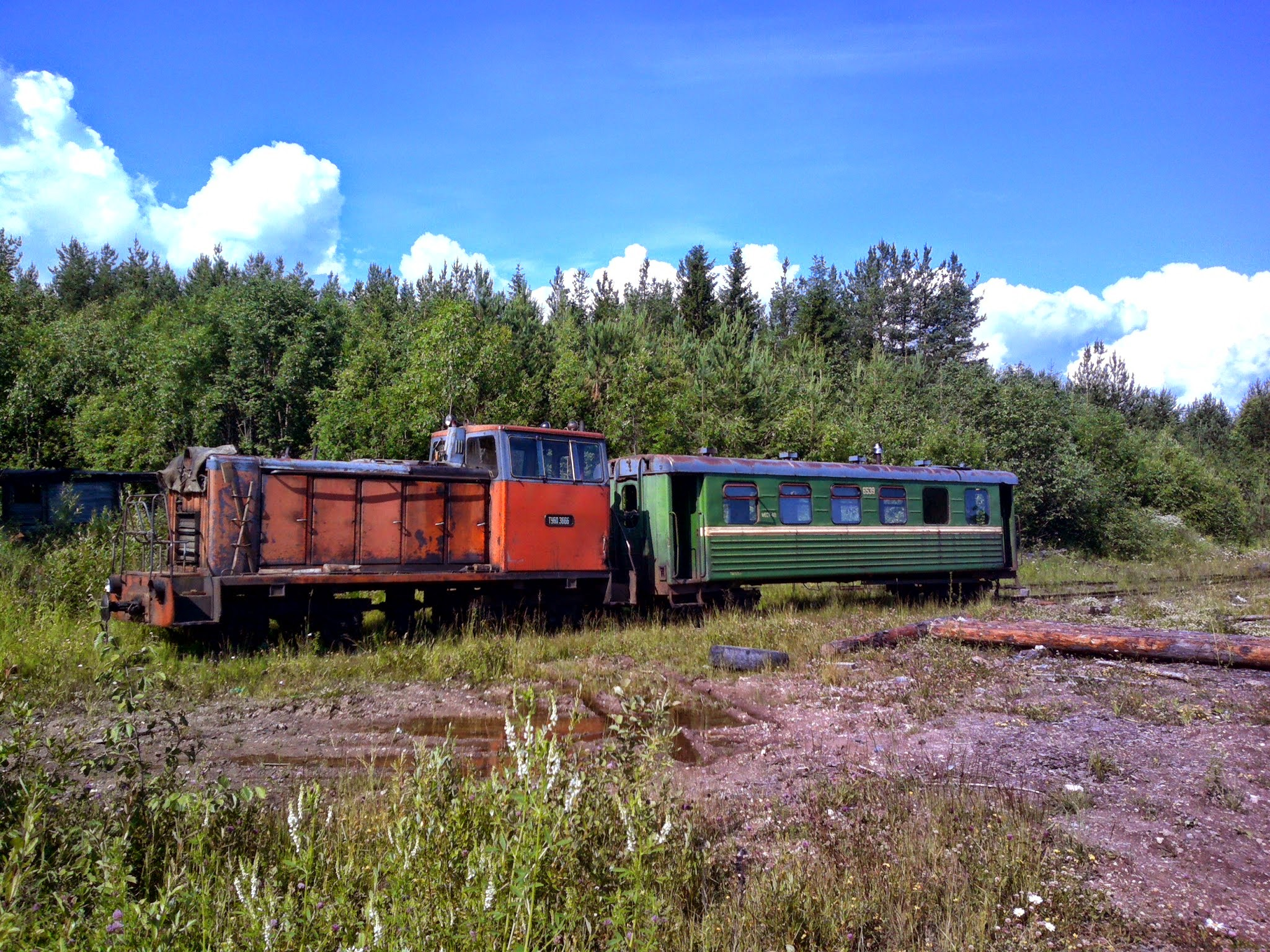
Поезд с тепловозом ТУ6П на станции, 2014 г.

Посёлок располагается на автодороге Архангельск — Котлас. Имеет автобусное сообщение с Верхней Тоймой, Котласом, Коряжмой, Архангельском, Великим Устюгом.
Автобусы, проходящие через Авнюгский:
- Северодвинск — Архангельск — Котлас — Коряжма — Котлас — Архангельск — Северодвинск (остановка в Авнюгском)
- Двинской — Котлас — Двинской (остановка в Авнюгском)
- Архангельск — Великий Устюг — Архангельск (остановка в Авнюгском)

Помимо автодороги, Авнюгский является начальной станцией Авнюгской узкоколейной железной дороги. Имеется пассажирское сообщение с лесным посёлком Поперечка (Сойга).